# Теахупоо
Теахупоо (Teahupo'o) — село на південно-західному узбережжі острова Таїті у Французькій Полінезії, південній частині Тихого океану.

## Опис
Це місце відоме величезними хвилями, що часто досягають 2-3 м, а іноді — 7 метрів. Тут проводиться щорічне змагання «Billabong Pro Tahiti», частини Чемпіонату World Tour Асоціації Surfing Professionals World Tour, раніше тут була одна із зупинок всесвітнього туру Міжнародної серферської асоціації.
Майк Стюарт та Бен Северсон були першими серфінгістами острова 1986 року і незабаром це місце стало неофіційним місцем шукачів адреналіну. Мало професійних серферів їхало до Теухупоо на початку 1990-х років, але тільки 1998-го острів став широко відомим завдяки хвилям, що вважаються одними з найскладніших у світі.
17 серпня 2000-го Лерд Гамільтон подолав одну з «найважчих хвиль» за всю історію, що документально передано у фільмі Riding Giants.

## Характеристика хвиль
Легендарна репутація Teahupoo для серферів пов'язана з його унікальною формою. Надзвичайно дрібні коралові споруди, які коливаються до 20 дюймів під поверхнею вод, відповідають за дуже пологі хвилі. Унікальна форма хвилі, з ефектом «нижче рівня моря», пов'язана з конкретною формою рифа під хвилею. Його напівкругла природа, яка падаючи, різко створює ефект «під водою» і крайні кути в спуску створюють миттєві нестабільності у хвилі.

## Смерті на хвилях
Острів включено в список TRANSWORLD Surf's в «Топ-10 смертоносних хвиль» і зазвичай згадується як «найнебезпечніші хвилі на планеті». Назва острова перекладається з англійської як «розірвати голову» або «місце черепів».
З 2000 року тут було зареєстровано 5 випадків смертей серфінгістів. Зокрема, місцевий серфер Бріс Таереа загинув 2000 року, за тиждень до щорічного заходу «Teahupoo WCT». Ще одна людина намагалася пірнути на небезпечній хвилі висотою 12 футів, але її викинуло потоком води, після чого він вдарився головою об риф. Серфера встигли витягти з води живим, але він згодом помер у лікарні. Спортсмен зламав два шийні хребці і пошкодив спинний мозок, що призвело до паралічу.

## Переможці «Teahupoo ASP World Tour Event»
- Billabong Pro Teahupoo
- 1999 — Марк Оучілуппо
- 2000 — Келлі Слейтер
- 2001 — Корі Лопес
- 2002 — Енді Айронс
- 2003 — Келлі Слейтер
- 2004 — C.J. Хобгуд
- 2005 — Келлі Слейтер
- 2006 — Боббі Мартінес
- 2007 — Деміен Хобгуд
- 2008 — Бруно Сантос
- 2009 — Боббі Мартінес
- 2010 — Енді Айронс
- 2011 — Келлі Слейтер
- 2012 — Мік Феннінг
- 2013 — Адріан Бучан[5]